# Biars-sur-Cère
Biars-sur-Cère è un comune francese di 2 009 abitanti situato nel dipartimento del Lot nella regione dell'Occitania.

## Società

### Evoluzione demografica
Abitanti censiti